# Abul Wáfa (cratera)
Abul Wáfa é uma cratera localizada próximo ao equador do lado negro da Lua, chamada assim em homenagem ao matemático e astrônomo Persa Abul Wafa. Ao leste está o par de crateras Ctesibius e Heron. Ao nordeste fica a cratera maior King, e a sudoeste está Vesalius.
O perímetro dessa cratera lembra de algum jeito a forma de um diamante arredondado. A borda e as paredes internas são arredondadas por impactos erisivos, e perderam alguma definiação. Há saliências ao longo da maioria da parede interna que devem ter sido socalcos ou pilhas de taludes desmoronados.
Uma cratera pequena mas notável se localiza na superfície interna da borda norte de Abul Wáfa, e há uma pequena formação de cratera ligada à parede exterior a sudoeste. A borda externa é relativamente livre de impactos, e o solo interior é marcado apenas por algumas pequenas crateletas.

## Crateras-Satélite
Por  convenção essas formações são identificadas em mapas lunares por posicionamento da letra no local do ponto médio da cratera que é mais próximo de Abul Wáfa.
| Abul Wáfa | Latitude | Longitude | Diameter |
| --------- | -------- | --------- | -------- |
| A         | 1.4° N   | 116.8° E  | 16 km    |
| Q         | 0.2° N   | 115.7° E  | 30 km    |

### Obras em língua portuguesa
- Freitas Mourão, Ronaldo Rogério de (2008). Dicionário Enciclopédico de Astronomia e Astronáutica. Lexicon. ISBN 9788586368356

### Obras em língua inglesa
- Andersson, L. E.; Whitaker, E. A., (1982). NASA Catalogue of Lunar Nomenclature. [S.l.]: NASA RP-1097
- Blue, Jennifer (25 de julho de 2007). «Gazetteer of Planetary Nomenclature». USGS. Consultado em 5 de agosto de 2007
- B. Bussey; P. Spudis (2004). The Clementine Atlas of the Moon. New York: Cambridge University Press. ISBN 0-521-81528-2
- Cocks, Elijah E.; Cocks, Josiah C. (1995). Who's Who on the Moon: A Biographical Dictionary of Lunar Nomenclature. [S.l.]: Tudor Publishers. ISBN 0-936389-27-3
- McDowell, Jonathan (15 de julho de 2007). Lunar Nomenclature (Relatório). Jonathan's Space Report. Consultado em 24 de outubro de 2007
- Menzel, D. H.; Minnaert, M.; Levin, B.; Dollfus, A.; Bell, B. (1971). «Report on Lunar Nomenclature by The Working Group of Commission 17 of the IAU». Space Science Reviews. 12. 136 páginas
- Moore, Patrick (2001). On the Moon. [S.l.]: Sterling Publishing Co. ISBN 0-304-35469-4
- Price, Fred W. (1988). The Moon Observer's Handbook. [S.l.]: Cambridge University Press. ISBN 0521335000
- Rükl, Antonín (1990). Atlas of the Moon. [S.l.]: Kalmbach Books. ISBN 0-913135-17-8
- Webb, Rev. T. W. (1962). Celestial Objects for Common Telescopes 6th revision ed. [S.l.]: Dover. ISBN 0-486-20917-2
- Whitaker, Ewen A. (1999). Mapping and Naming the Moon. [S.l.]: Cambridge University Press. ISBN 0-521-62248-4
- Wlasuk, Peter T. (2000). Observing the Moon. [S.l.]: Springer. ISBN 1852331933